# 分类帽
分類帽（英語：Sorting Hat）是英國作家J·K·羅琳小說《哈利波特》中的虛構魔法物品，為霍格華茲魔法與巫術學院內的一頂巫師帽，在一年一度的分院儀式上負責決定將霍格華茲新生分到哪一個學院內。在一千年前，分類帽是高錐客·葛來分多的巫師帽，四位霍格華茲創辦人各自把自己的意念賜給了它，讓它在四人逝世後繼續為學生分類。而後，分類帽一直由霍格沃茨歷任校長代代相傳。

## 小說描述
分類帽是一頂打滿補丁、髒兮兮的破爛帽子。每年的分院儀式上，分類帽一開始會唱歌描述霍格華茲四大學院各自特徵，每年分類帽唱的歌內容都不同。分類帽會跟每一個佩戴它的新生交流，以決定要把對方分進哪個學院，然而有時它不需要這樣做：例如，分類帽在把跩哥·馬份送到史萊哲林學院之前幾乎沒有碰到他的頭。中，分類帽想把一年級的哈利·波特分進史萊哲林學院，認為哈利在那裡會大有成就，但哈利反感史萊哲林（多數黑巫師皆出自那裡）而極力反對，分類帽因此把他分進了葛來分多。輪到妙麗·格蘭傑時分類帽也一度猶豫要把她分進葛來分多還是雷文克勞，最終選擇了葛來分多。分類帽認為，霍格華茲面對危難時，它在道義上不能袖手旁觀。因此，在1994至1995年，當黑魔法勢力開始滲入霍格華茲時，分類帽特意編了一首新歌來警告學校。
分類帽最初屬於霍格華茲的四位創始人之一的高錐客·葛來分多（Godric Gryffindor），它原本是葛來分多的巫師帽，這四位創始人曾經親自為他們的學院挑選學生，但後來意識到他們死後必須由其他人來擔任，於是葛萊分多把自己的帽子摘下來，並與其餘三個創辦者一起為帽子注入思想及施展魔法，讓它能自行挑選。從那時起，分類帽就有了生氣，它就一直被用於評價新生和為新生挑選其所屬的學院。由於年代久遠，它看起來「被磨損和補綴，並且非常骯髒」。一千年以來，分類帽被歷任校長代代相傳，在每年的開學宴開始前，它會被放在交誼廳的一張三腳凳（有時是四腳凳）上。在每年對學生進行分類之前，分類帽都會背誦一首新的開場歌曲。這些歌曲偶爾會警告即將到來的危險，例如在《鳳凰會的密令》的那一年。分院帽之歌的長度和內容不盡相同，但總是包括對每個學院的簡要說明。
此外，分類帽展示了從帽簷下召喚葛來分多劍（Sword of Gryffindor）的能力，不論寶劍身在何處，它也可以被所有勇敢的葛來分多學院的人從帽子中抽出來，如兩個實例所示：兩次都用於斬殺蛇妖──在《消失的密室》中，它為哈利提供了斬殺蛇妖的劍；在《死神的聖物》中，此劍本來已經被妖精拉環拿走，但後來它為奈威·隆巴頓提供葛來分多劍，讓他用於斬殺蛇妖娜吉妮。
鄧不利多於《消失的密室》中明確指出，只有真正的葛來分多傳人才有能力以這種方式把寶劍召喚出來。分類帽於《死神的聖物》中被佛地魔點燃，不過分類帽看起來並沒有被摧毀，因為奈威立即從中抽出葛來分多劍將佛地魔的蛇妖娜吉妮斬首。在《死神的聖物》尾聲證實了分類帽「生還」，因為哈利告訴他的小兒子分類帽會考慮他的喜好。此外，分類帽也會在霍格華茲出現危機時給予警告。

## 概念和創作
J·K·羅琳表示分類帽並沒有出現在她一開始對霍格華茲的設定中，本來她曾考慮用希思·羅賓遜式的魔法機器或是四座學校創辦人的石像來為學生分院，但後來都放棄了；最終羅琳決定用一頂會說話的帽子（即分類帽）來為學生分院。
J·K·羅琳於Pottermore表示：「分類帽因拒絕承認對學生進行分類時犯了錯誤而臭名昭著，比如史萊哲林學生表現出無私或利他主義時；雷文克勞學生所有考試不及格時；赫夫帕夫的學生懶惰卻深具學術天賦時；葛來分多的學生表現出怯懦時，分類帽都會堅定地支持當初的決定。然而，總體來說，分類帽幾個世紀以來幾乎沒有判斷錯誤。」

## 電影
在哈利波特系列電影中，萊斯利·菲利普斯為分類帽配音。電影劇組為設計分類帽費了不少心思，視覺特效總監鮑勃·萊加托表示他盡量讓分類帽「兼具真實感和魔力感，同時也要看起來舒服」:42。

## 影響
- 《Pottermore》網站提供了羅琳認可的線上「分類帽測驗」[12][13]。2019年，《Pottermore》關閉，新成立的「魔法世界」（Wizarding World）官網以及同名應用程式仍有分類帽測驗。
- 2016年，印度科學家在印度南部卡納塔克邦發現一種外觀和分類帽非常類似的蜘蛛，最終以分類帽擁有者高錐客·葛來分多的姓名命名為「葛來分多毛圓蛛」[14][15]。
- 2019年，美國麻省理工學院的一名博士以機械裝置做出一頂可捕捉用戶大腦活動的「分类帽」，並參考了《哈利波特》官網上的選擇題。該名博士在進行這項研究時，還曾得到過J·K·羅琳的幫忙[16][17]。